# Spychówko
Spychówko (niem. Klein Puppen, do 1960 roku Pupki) – część wsi Spychowo w Polsce położona w województwie warmińsko-mazurskim, w powiecie szczycieńskim, w gminie Świętajno, leżąca nad Jeziorem Spychowskim. W latach 1975–1998 miejscowość należała administracyjnie do województwa olsztyńskiego.

## Historia
Wieś wspominana w dokumentach z 1357 roku, kiedy to Prus Tolnecken otrzymał wieś Damerau (późniejsze Tolnicken) oraz Pupki (dzisiejsze Spychówko). W roku 1392 wystawiono ponownie dokument lokacyjny na prawie chełmińskim, z 3 włókami wolnymi dla sołtysa. W 1426 r. kapituła warmińska umorzyła wszelkie opłaty i zaległe usługi.